# Berberis assamana
Berberis assamana är en berberisväxtart som beskrevs av J. E. Laferriere. Berberis assamana ingår i släktet berberisar, och familjen berberisväxter. Inga underarter finns listade i Catalogue of Life.